# بازی‌های جهانی ۲۰۲۵
بازی‌های جهانی ۲۰۲۵ (۲۰۲۵年世界运动会) دوازدهمین دوره بازی‌های جهانی است که از ۷ تا ۱۷ اوت در چنگدو، چین برگزار شد.

## ورزش‌ها
۳۴ ۳۴ رشته ورزشی، شامل ۶۰ رشته و ۲۵۳ رویداد مدال‌آور، برای بازی‌های جهانی ۲۰۲۵ انتخاب شده‌اند. برای اولین بار، قایقرانی موتوری و تشویق‌کنندگان در بازی‌های جهانی حضور خواهند داشت. در بخش ورزش‌های معلولین، پارا شیرجه آزاد و پارا جوجیتسو برای اولین بار حضور خواهند داشت.
- ورزش‌های هوایی (۱) T
- تیراندازی با کمان (۷) P
- هندبال ساحلی (۲) B
- ورزش‌های بیلیارد
  -  بیلیارد فرانسوی (۲) P
  -  پول (۳) P
  -  اسنوکر (۲) P
- بولز (۶) P
- ورزش‌های قایقرانی
  -  قایقرانی ماراتن (۴) T
  -  کانو پولو (۲) B
  -  دراگون بوت (۶) T
- تشویق‌کنندگان (۱) AD
- رقص ورزشی (۱۲) AD
- دواتلون (۲) T
- فیستبال (۲) B
- فلگ فوتبال (۱) B
- فلوربال (۲) B
- Flying disc (۲) T
- ژیمناستیک
  -  ژیمناستیک آکروباتیک  (۵) AD
  -  ژیمناستیک آیروبیک  (۴) AD
  -  پارکور (۴) AD
  -  ژیمناستیک ترامپولین  (۶) AD
- جوجوتسو (۱۹) M
- کاراته (۱۲) M
- کیک‌بوکسینگ (۱۲) M
- کرفبال (۲) B
- لاکراس (۱) B
- نجات غریق (۱۶) T
- موای تای (۶) M
- جهت‌یابی (۵) T
- قایقرانی موتوری (۳) T
- پاورلیفتینگ (۱۶) S
- راکت‌بال (۳) B
- ورزش‌های رولری
  -  اسکیت اینلاین نمایشی (۴) T
  -  اینلاین هاکی (۱) B
  -  اسکیت سرعت جاده  (۸) T
  -  اسکیت سرعت پیست (۱۰) T
- سامبو (۱۱) M
- سافت‌بال (۲) B
- سنگ‌نوردی (۶) T
- اسکواش (۲) B
- طناب‌کشی (۳) S
- ورزش‌های زیر آب
  -  شنای باله (۱۶) T
  -  غواصی آزاد (۹) T
- ویک‌بردینگ (۶) T
- ووشو (۱۲) M

Notes
AD: Artistic and Dance sports
B: Ball sports
M: Martial arts
P: Precision sports
S: Strength sports
T: Trend sports
1. ↑  José Perurena, IWGA President, stated, "In Birmingham, for the first time, invitational sports were no longer presented separately but were also part of the official programme."[۴] This is now TWG policy.

## کشورهای شرکت‌کننده
| - افغانستان (۱) - الجزایر (۲) - آرژانتین (۶۵) - ارمنستان (۶) - آروبا (۱) - استرالیا (۱۲۱) - اتریش (۵۵) - جمهوری آذربایجان (۱۴) - بحرین (۱) - بلژیک (۷۴) - بنین (۲) - برمودا (۱) - بولیوی (۲) - برزیل (۵۳) - برونئی (۴) - بلغارستان (۱۵) - کامبوج (۱۵) - کامرون (۳) - کانادا (۱۳۰) - شیلی (۲۸) - چین تایپه (۱۲۰) - چین (۳۲۶) (میزبان) - کلمبیا (۵۰) - کاستاریکا (۶) - ساحل عاج (۲) - کرواسی (۳۹) - کوبا (۱) - قبرس (۲) - جمهوری چک (۱۲۵) - دانمارک (۵۱) - جمهوری دومینیکن (۳) - اکوادور (۱۳) - مصر (۲۴) - السالوادور (۱) - استونی (۱۲) - فنلاند (۳۸) - فرانسه (۱۳۲) - گرجستان (۱) - آلمان (۲۱۲) - بریتانیای کبیر (۹۴) - یونان (۱۹) - گواتمالا (۹) - گینه (۱) - هنگ کنگ (۲۴) - مجارستان (۷۳) - هند (۱۸) - ورزشکاران بی‌طرف انفرادی (۳۳) - اندونزی (۲۸) - عراق (۲) - ایرلند (۱۶) - ایران (۳۰) - اسرائیل (۳۲) - ایتالیا (۱۹۱) - جامائیکا (۱) - ژاپن (۱۵۲) - اردن (۲) - قزاقستان (۳۱) - کوزوو (۱) - کنیا (۰) - کویت (۳) - قرقیزستان (۶) - لتونی (۲۹) - لبنان (۳) - لیبی (۱) - لیختن‌اشتاین (۱) - لیتوانی (۵) - لوکزامبورگ (۲) - ماداگاسکار (۳) - مالزی (۵) - موریس (۱) - مکزیک (۴۰) - مولداوی (۴) - مغولستان (۹) - مونته‌نگرو (۳) - مراکش (۱۰) - میانمار (۱۲) - نامیبیا (۱۵) - نائورو (۱) - هلند (۸۸) - نیوزیلند (۵۵) - نیجریه (۱) - نروژ (۱۳) - پاکستان (۳) - پاناما (۲) - پاراگوئه (۱) - پرو (۲) - فیلیپین (۴۸) - لهستان (۶۱) - پرتغال (۵۶) - پورتوریکو (۱۷) - قطر (۱) - کره جنوبی (۶۴) - رومانی (۳۰) - سان مارینو (۱) - عربستان سعودی (۳) - صربستان (۴) - سنگاپور (۴۴) - اسلواکی (۳۴) - اسلوونی (۷) - آفریقای جنوبی (۲۲) - اسپانیا (۱۰۴) - سورینام (۱۴) - سوئد (۶۶) - سوئیس (۹۲) - تایلند (۵۳) - تونس (۱۴) - ترکمنستان (۱) - ترکیه (۲۲) - اوکراین (۸۴) - امارات متحده عربی (۸) - ایالات متحده آمریکا (۱۸۰) - اروگوئه (۱) - ازبکستان (۱۹) - ونزوئلا (۲۴) - ویتنام (۲۵) - جزایر ویرجین (۱) |

## جدول مدال‌ها
*   کشور میزبان (چین)
| رتبه            | کشور                    | طلا | نقره | برنز | مجموع |
| --------------- | ----------------------- | --- | ---- | ---- | ----- |
| ۱               | چین*                    | ۳۶  | ۱۷   | ۱۱   | ۶۴    |
| ۲               | آلمان                   | ۱۷  | ۱۴   | ۱۴   | ۴۵    |
| ۳               | اوکراین                 | ۱۶  | ۱۴   | ۱۴   | ۴۴    |
| ۴               | ایتالیا                 | ۱۳  | ۲۵   | ۱۹   | ۵۷    |
| ۵               | فرانسه                  | ۱۱  | ۱۱   | ۱۶   | ۳۸    |
| ۶               | ایالات متحده آمریکا     | ۱۱  | ۱۰   | ۷    | ۲۸    |
| ۷               | مجارستان                | ۱۱  | ۸    | ۵    | ۲۴    |
| ۸               | اسپانیا                 | ۸   | ۲    | ۱۳   | ۲۳    |
| ۹               | ژاپن                    | ۷   | ۱۲   | ۵    | ۲۴    |
| ۱۰              | کلمبیا                  | ۷   | ۸    | ۶    | ۲۱    |
| ۱۱              | سوئیس                   | ۷   | ۵    | ۲    | ۱۴    |
| ۱۲              | لهستان                  | ۶   | ۶    | ۲    | ۱۴    |
| ۱۳              | اسرائیل                 | ۶   | ۴    | ۴    | ۱۴    |
| ۱۴              | سوئد                    | ۶   | ۳    | ۴    | ۱۳    |
| –               | ورزشکاران بی‌طرف انفرادی | ۵   | ۶    | ۵    | ۱۶    |
| ۱۵              | چین تایپه               | ۵   | ۶    | ۴    | ۱۵    |
| ۱۶              | بلژیک                   | ۵   | ۵    | ۶    | ۱۶    |
| ۱۷              | کره جنوبی               | ۵   | ۲    | ۷    | ۱۴    |
| ۱۸              | هلند                    | ۴   | ۵    | ۶    | ۱۵    |
| ۱۹              | تایلند                  | ۴   | ۴    | ۷    | ۱۵    |
| ۲۰              | اندونزی                 | ۴   | ۴    | ۱    | ۹     |
| ۲۱              | مکزیک                   | ۴   | ۳    | ۳    | ۱۰    |
| ۲۲              | بریتانیای کبیر          | ۴   | ۲    | ۴    | ۱۰    |
| ۲۳              | دانمارک                 | ۴   | ۲    | ۲    | ۸     |
| ۲۴              | کانادا                  | ۳   | ۴    | ۸    | ۱۵    |
| ۲۵              | جمهوری چک               | ۳   | ۴    | ۲    | ۹     |
| ۲۶              | ازبکستان                | ۳   | ۳    | ۵    | ۱۱    |
| ۲۷              | پرتغال                  | ۳   | ۳    | ۴    | ۱۰    |
| ۲۸              | نیوزیلند                | ۳   | ۲    | ۳    | ۸     |
| ۲۹              | هنگ کنگ                 | ۳   | ۲    | ۱    | ۶     |
| ۳۰              | ایران                   | ۳   | ۱    | ۳    | ۷     |
| ۳۱              | قزاقستان                | ۲   | ۵    | ۳    | ۱۰    |
| ۳۲              | آرژانتین                | ۲   | ۲    | ۳    | ۷     |
| ۳۳              | برزیل                   | ۲   | ۰    | ۲    | ۴     |
| ۳۴              | السالوادور              | ۲   | ۰    | ۰    | ۲     |
| ۳۴              | تونس                    | ۲   | ۰    | ۰    | ۲     |
| ۳۴              | مولداوی                 | ۲   | ۰    | ۰    | ۲     |
| ۳۷              | ترکیه                   | ۱   | ۴    | ۰    | ۵     |
| ۳۸              | اکوادور                 | ۱   | ۳    | ۱    | ۵     |
| ۳۹              | اسلواکی                 | ۱   | ۲    | ۳    | ۶     |
| ۴۰              | اتریش                   | ۱   | ۲    | ۱    | ۴     |
| ۴۰              | امارات متحده عربی       | ۱   | ۲    | ۱    | ۴     |
| ۴۲              | فنلاند                  | ۱   | ۲    | ۰    | ۳     |
| ۴۳              | استرالیا                | ۱   | ۱    | ۵    | ۷     |
| ۴۴              | مصر                     | ۱   | ۱    | ۴    | ۶     |
| ۴۵              | مالزی                   | ۱   | ۱    | ۱    | ۳     |
| ۴۶              | پاراگوئه                | ۱   | ۱    | ۰    | ۲     |
| ۴۷              | نروژ                    | ۱   | ۰    | ۲    | ۳     |
| ۴۷              | یونان                   | ۱   | ۰    | ۲    | ۳     |
| ۴۹              | اردن                    | ۱   | ۰    | ۱    | ۲     |
| ۴۹              | مراکش                   | ۱   | ۰    | ۱    | ۲     |
| ۵۱              | ارمنستان                | ۱   | ۰    | ۰    | ۱     |
| ۵۱              | بنین                    | ۱   | ۰    | ۰    | ۱     |
| ۵۱              | بولیوی                  | ۱   | ۰    | ۰    | ۱     |
| ۵۱              | جزایر ویرجین            | ۱   | ۰    | ۰    | ۱     |
| ۵۱              | گرجستان                 | ۱   | ۰    | ۰    | ۱     |
| ۵۶              | جمهوری آذربایجان        | ۰   | ۵    | ۰    | ۵     |
| ۵۷              | آفریقای جنوبی           | ۰   | ۳    | ۰    | ۳     |
| ۵۷              | مغولستان                | ۰   | ۳    | ۰    | ۳     |
| ۵۹              | کرواسی                  | ۰   | ۲    | ۳    | ۵     |
| ۶۰              | بلغارستان               | ۰   | ۲    | ۲    | ۴     |
| ۶۰              | فیلیپین                 | ۰   | ۲    | ۲    | ۴     |
| ۶۲              | ویتنام                  | ۰   | ۲    | ۱    | ۳     |
| ۶۳              | اسلوونی                 | ۰   | ۱    | ۳    | ۴     |
| ۶۳              | سنگاپور                 | ۰   | ۱    | ۳    | ۴     |
| ۶۵              | هند                     | ۰   | ۱    | ۲    | ۳     |
| ۶۵              | گواتمالا                | ۰   | ۱    | ۲    | ۳     |
| ۶۷              | استونی                  | ۰   | ۱    | ۱    | ۲     |
| ۶۷              | رومانی                  | ۰   | ۱    | ۱    | ۲     |
| ۶۷              | ونزوئلا                 | ۰   | ۱    | ۱    | ۲     |
| ۶۷              | پرو                     | ۰   | ۱    | ۱    | ۲     |
| ۷۱              | برونئی                  | ۰   | ۱    | ۰    | ۱     |
| ۷۱              | قبرس                    | ۰   | ۱    | ۰    | ۱     |
| ۷۱              | لبنان                   | ۰   | ۱    | ۰    | ۱     |
| ۷۱              | کوبا                    | ۰   | ۱    | ۰    | ۱     |
| ۷۵              | قرقیزستان               | ۰   | ۰    | ۳    | ۳     |
| ۷۶              | شیلی                    | ۰   | ۰    | ۲    | ۲     |
| ۷۷              | صربستان                 | ۰   | ۰    | ۱    | ۱     |
| ۷۷              | عربستان سعودی           | ۰   | ۰    | ۱    | ۱     |
| ۷۷              | لتونی                   | ۰   | ۰    | ۱    | ۱     |
| ۷۷              | لیتوانی                 | ۰   | ۰    | ۱    | ۱     |
| ۷۷              | مونته‌نگرو               | ۰   | ۰    | ۱    | ۱     |
| ۷۷              | نامیبیا                 | ۰   | ۰    | ۱    | ۱     |
| ۷۷              | کامرون                  | ۰   | ۰    | ۱    | ۱     |
| مجموع (۸۳ کشور) | مجموع (۸۳ کشور)         | ۲۵۸ | ۲۵۴  | ۲۵۷  | ۷۶۹   |

Source